# Rolândia
Rolândia é um município brasileiro do norte do estado do Paraná, localizado na Região Metropolitana de Londrina. Sua população, conforme estimativas do IBGE de 2022, era de 71,670 habitantes.

## Geografia

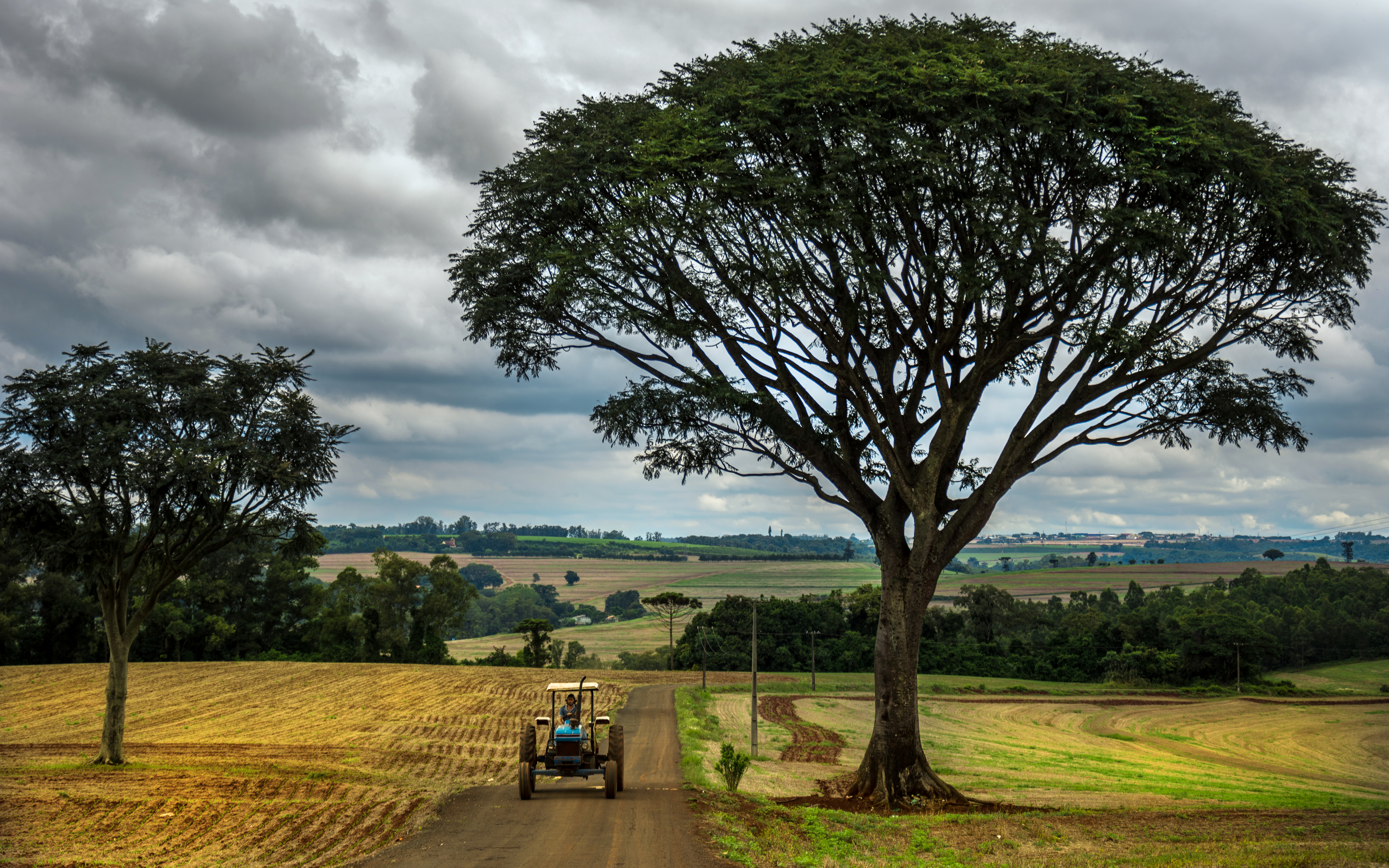
Estrada São Rafael, zona rural do município de Rolândia.

A sede do município está situada a 750 metros de altitude. Os municípios limítrofes são Jaguapitã (norte), Cambé e Londrina (leste), Arapongas (sul), Pitangueiras e Sabáudia (oeste). 
Seu território se estende pelas microbacias hidrográficas do ribeirão Vermelho, do ribeirão Ema e do rio Bandeirantes do Norte.

### Clima
O clima é classificado como Subtropical Úmido Mesotérmico sem estação seca definida, mas com tendência nos meses de verão. O verão geralmente é quente, com médias mensais acima dos 22°C.

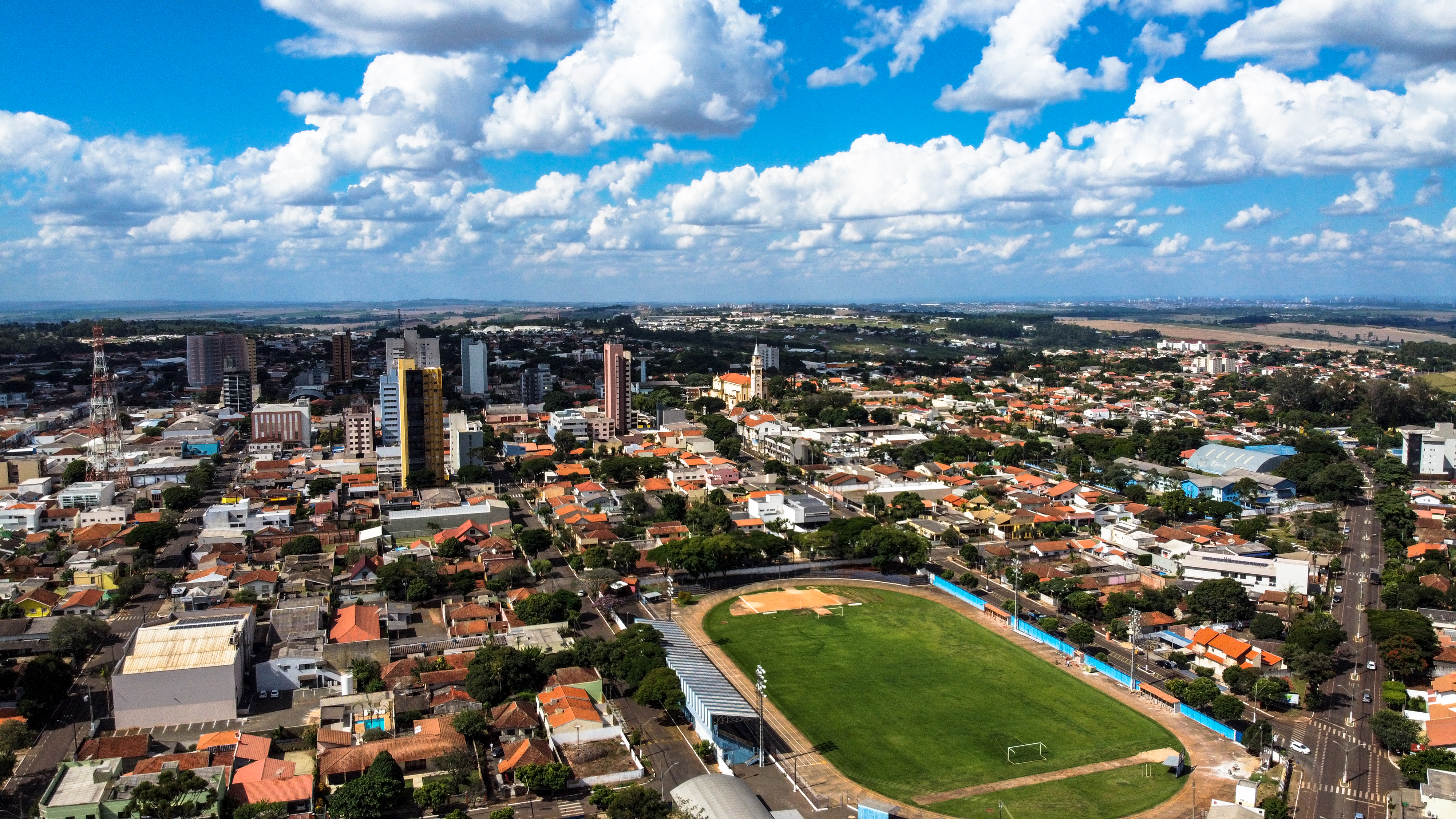
Vista aérea do município de Rolândia.

No inverno, ocorrem geadas com pouca frequência devido à falta de precipitação nos dias de frio intenso, em que as temperaturas podem alcançar valores de 0,3°C (3 de junho de 2009) e, em ocasiões extremas, chegar a -4°C, como no inverno de 1975, quando nevou em todo Centro-Sul do Estado.

### Demografia
| Etnias  |       |
| ------- | ----- |
| Branca  | 77,9% |
| Parda   | 16,6% |
| Negra   | 3,4%  |
| Amarela | 2,1%  |

Fonte: Instituto Paranaense de Desenvolvimento Econômico e Social (IPARDES) 2005

### Subdivisões
O município compõe-se de três distritos: Rolândia (sede), Nossa Senhora da Aparecida e São Martinho.

## Economia

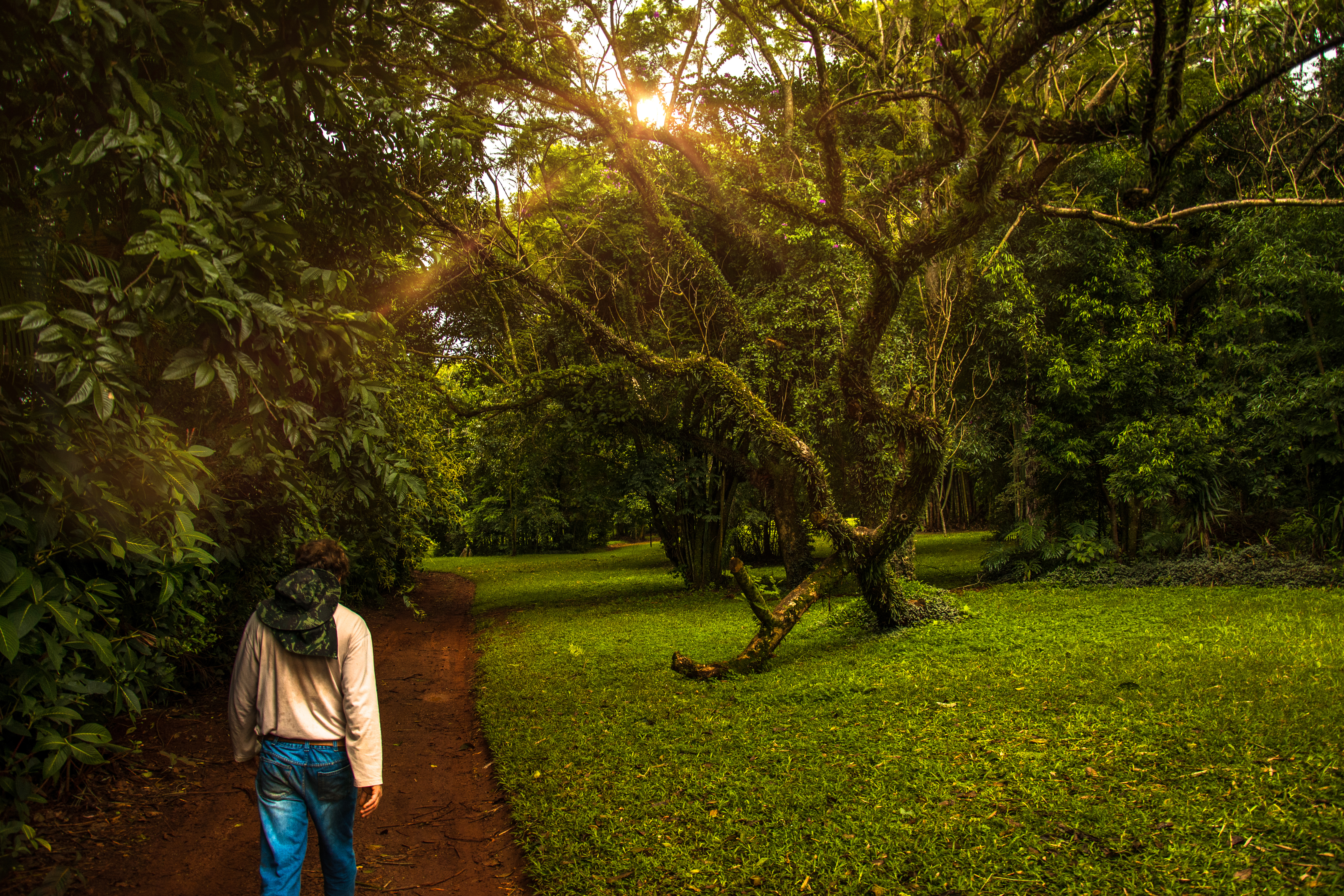
Fazenda Bimini, zona rural do município de Rolândia.

Nos primórdios de sua colonização, somente os cafezais é que geravam riqueza. Atualmente, além do cultivo da soja, milho, trigo, cana de açúcar e à laranja, a economia a cidade conta ainda com duas grandes empresas frigoríficas, com o setor agropecuário forte, com varias indústrias de médio e pequeno porte e com um setor de comércio e serviços condizente ao porte do município.

## Política

### Administração
- Prefeito: Ailton Aparecido Maistro (2021/2024) - (2025-2028)

- Vice-prefeito: Horácio Negrão

- Presidente da Câmara: Guilherme de Magalhães Spanguemberg (2025/2028)

## Comunicação
- Rádio Cobra FM LTDA. (Rádio Cobra FM 107.1 Mhz);
- Rádio Comunitária Cultura FM - 87,5 MHZ;
- TV Educativa (TV Cultura - Canal 27.1 - Retransmissora da Rede Cultura Fundação Padre Anchieta).
- Massa FM Londrina - 97.3 MHZ ( concessão e sistema de transmissão em Rolândia)

## Esporte
A cidade de Rolândia possui uma equipe na terceira divisão do Campeonato Paranaense de Futebol: o Rolândia Esporte Clube.

## Cultura
Rolândia é a terra natal de Elifas Andreato.